# اللجنة الوطنية لمكافحة المخدرات
اللجنة الوطنية لمكافحة المخدرات هي لجنة ذات شخصية معنوية تتمتع بالاستقلال الإداري والمالي، ومركزها الرئيسي في مدينة الرياض، ولها في سبيل مزاولة نشاطها أن تنشئ بقرار منها فرق عمل في جميع مناطق السعودية.

## أهداف اللجنة الوطنية لمكافحة المخدرات
تهدف اللجنة إلى:
1. الإسهام في الحد من انتشار المخدرات بين أفراد المجتمع.
2. تكوين وعي صحي واجتماعي وثقافي لدى أفراد المجتمع بأضرار المخدرات وسوء استعمال المؤثرات العقلية.[4]
3. تحقيق التناغم والانسجام وتنسيق الجهود بين الجهات الحكومية والأهلية ذات العلاقة بمكافحة المخدرات.
4. تعزيز المشاركة التطوعية لأفراد المجتمع المدني ومؤسساته في مجال مكافحة المخدرات.
5. توفير وتطوير برامج الدعم الذاتي للمتعافين من الإدمان على المخدرات وأسرهم.
6. توفير وتطوير البرامج العلاجية والتأهيلية لمرضى إدمان المخدرات.
7. دعم الدراسات والبحوث ذات العلاقة بمجال مكافحة المخدرات.
8. الاستفادة من التجارب الإقليمية والدولية في مجال مكافحة المخدرات.

## اختصاصات اللجنة الوطنية لمكافحة المخدرات
- رسم السياسات الوطنية في مجال مكافحة المخدرات، وتحديد الأولويات من خلال إعداد إستراتيجية سنوية لتوجيه الجهود الوطنية للمكافحة.
- وضع القواعد النظامية والتنظيمية لأعمال اللجنة، واعتمادها من الجهة المختصة.
- مراجعة الأنظمة والتعليمات المطبقة في مجال مكافحة المخدرات واقتراح التعديلات اللازمة عليها، واقتراح ما يلزم من أنظمة ولوائح جديدة لرفع مستوى المكافحة.
- وضع السياسات العامة لاستيراد المواد المخدرة والمؤثرات العقلية وتصديرها ونقلها وإنتاجها وصنعها وزراعتها وتملكها وحيازتها وإحرازها والاتجار بها وشرائها وبيعها وتسليمها ووصفها طبياً.
- تحديد كمية المخدرات والمؤثرات العقلية التي يجوز استيرادها أو تصديرها أو نقلها أو إنتاجها أو زراعتها أو الاتجار بها سنوياً.
- التنسيق والمتابعة مع الأجهزة الأمنية فيما يتعلق بتنفيذ الخطط والبرامج المرسومة لمكافحة المخدرات، لتحقيق الترابط والتكامل بين أعمالها، وتنظيم جهود الجهات الحكومية والأهلية في هذا المجال.
- تنسيق التعاون بين الوزارات والإدارات المختصة بشؤون المخدرات والمؤثرات العقلية والمكتب العربي لشؤون المخدرات والمنظمات العربية والدولية المختصة عبر الجهات المعنية في وزارة الداخلية.
- الإشراف على اتفاقيات التعاون مع الدول والهيئات العربية والدولية في مجال مكافحة المخدرات، بالتنسيق مع الجهات المعنية في وزارة الداخلية.
- دعم النشاطات والبرامج التطويرية والتدريبية المتخصصة والموجهة، من أجل رفع كفاية المختصين والعاملين في مجال المكافحة في الجهات المعنية.
- دعم المهتمين والمختصين وتوجيههم لعمل الدراسات والبحوث في مجال مكافحة المخدرات.
- تشجيع التعاون وتبادل نشر المعلومات (في مجال عمل اللجنة) مع الجهات المحلية والإقليمية والعالمية، ومسايرة التطور التقني والعلمي في هذا المجال.
- دعوة المؤسسات والجمعيات الأهلية العاملة في المجتمع للمشاركة مع اللجنة في وضع تصور للسياسات والاستراتيجيات المتعلقة بمكافحة المخدرات وتحفيزها على ممارسة أدوار محددة في مجال التوعية والتعليم الوقائي ومجال العلاج والتأهيل والدعم الذاتي، أو أي دور آخر ترى اللجنة أنه يمكن أن تكله إليهم.
- تقويم النشاطات والجهود التي تبذلها الأجهزة المختصة في مجال المكافحة، من أجل تعديل مسار الخطط المرسومة.
- دعم الجهات المعنية ومشاركتها في عقد الندوات واللقاءات العلمية حول أحدث أساليب التوعية والعلاج والتأهيل المستخدمة في هذا المجال، وإقامة المعارض المتخصصة للتركيز على ظاهرة الإدمان وسوء استخدام العقاقير الطبية، لرفع مستوى الوعي لدى جميع فئات المجتمع-مع احتفاظ اللجنة بأداء النشاطات والبرامج في مجال التوعية والتعليم الوقائي ، وبرامج الدعم الذاتي للمتعافين، إلى جانب الأجهزة المعنية الأخرى الشريكة في هذا المجال.
- إصدارات المطبوعات الإرشادية المتخصصة والموجهة إلى جميع الفئات العمرية، وإنتاج البرامج المسموعة والمرئية في مجال التوعية من أضرار تعاطي المخدرات، ودعم الجهود المماثلة التي تنفذها الجهات المعنية الأخرى.
- دعم برنامج الدعم الذاتي مالياً وفنياً، والتنسيق مع الجهات المعنية في تنفيذ البرامج التأهيلية للمستفيدين من البرنامج.
- وضع الأطر والمعايير للمجالات التي يمكن لمؤسسات المجتمع المدني أن تشارك فيها لدعم أنشطة وبرامج مكافحة المخدرات.
- دعم التوسع في إنشاء المصحات العلاجية الحكومية والأهلية المتخصصة في علاج الإدمان.
- دراسة وتقويم الطرق المتبعة في علاج المدمنين وتأهيلهم للوصول إلى أفضل الطرق المستخدمة في هذا المجال على المستوى العربي والدولي.
- توفير التجهيزات التقنية الحديثة لتسهيل عملية التنسيق بين اللجنة ومراكز العلاج والتأهيل.
- الموافقة على مشروع السياسة الوطنية لمكافحة المخدرات والخطط والبرامج اللازمة لتنفيذها.
- الموافقة على مشروع الموازنة المالية والحساب الختامي للجنة.
- الموافقة على التقرير السنوي للجنة.
- الموافقة على الخطط الطويلة لاستثمار أموال اللجنة.
- قبول التبرعات والهبات التي تقدمها المؤسسات والأفراد إلى صندوق الدعم والتأهيل.

## المركز الوطني لاستشارات الإدمان
يعد مركز استشارات الإدمان مركز متخصص في استشارات تعاطي المواد المخدرة والمؤثرات العقلية، ومباشرة طلب التدخل المباشر لمساعدة المدمنين والمتعاطين والأسر المتضررة، عن طريق الإتصال عبر الرقم الموحد (1955)، ويخضع المركز تحت إشراف إداري ومهني متخصص من قبل الأمانة العامة للجنة الوطنية لمكافحة المخدرات.

## الفئات المستهدفة
يتولى المركز تقديم خدماته مجاناً لطالبيها، كالاستشارات الاجتماعية والنفسية والطبية والقانونية والإجرائية المتعلقة بتعاطي المواد المخدرة والمؤثرات العقلية، ويمكن حصر المستهدفين بخدمات المركز على النحو التالي:
- المتعاطون ومرضى الإدمان.
- أسر متعاطي المخدرات والمؤثرات العقلية.
- الأخصائي الاجتماعي والنفسي (غير المتخصص).
- الأطباء (غير المتخصصين).
- العاملون في مجال التوعية المتخصصة في مجال الإدمان.

## الموقع
تقع اللجنة الوطنية لمكافحة المخدرات بمدينة الرياض، بطريق جعفر السلمي، بحي المعذر الشمالي.
https://goo.gl/maps/vqAgLnubgE26Na3a7